# Avon (Seine-et-Marne)
Pour les articles homonymes, voir Avon.
Avon est une commune française située dans le département de Seine-et-Marne, en région Île-de-France. En 2022, elle compte 13 526 habitants.

## Géographie

### Localisation
La commune d'Avon se trouve dans le département de Seine-et-Marne, en région Île-de-France.
Elle se situe à 17,53 km par la route de Melun, préfecture du département et à 2,38 km de Fontainebleau, sous-préfecture. La commune fait en outre partie du bassin de vie de Fontainebleau.
Avon forme avec sa voisine Fontainebleau une seule agglomération.

### Communes limitrophes
Les communes les plus proches sont : 
Fontainebleau (1,7 km), Samoreau (2,8 km), Vulaines-sur-Seine (3,9 km), Thomery (4,5 km), Héricy (5,0 km), Samois-sur-Seine (5,2 km), Champagne-sur-Seine (5,8 km), Veneux-les-Sablons (6,1 km).
|               | Samois-sur-Seine |          |
| Fontainebleau | Avon             | Samoreau |
|               |                  | Thomery  |

### Géologie et relief
Géologiquement intégré au bassin parisien, qui est une région géologique sédimentaire, l'ensemble des terrains affleurants de la commune sont issus de l'ère géologique Cénozoïque (des périodes géologiques s'étageant du Paléogène au Quaternaire),.

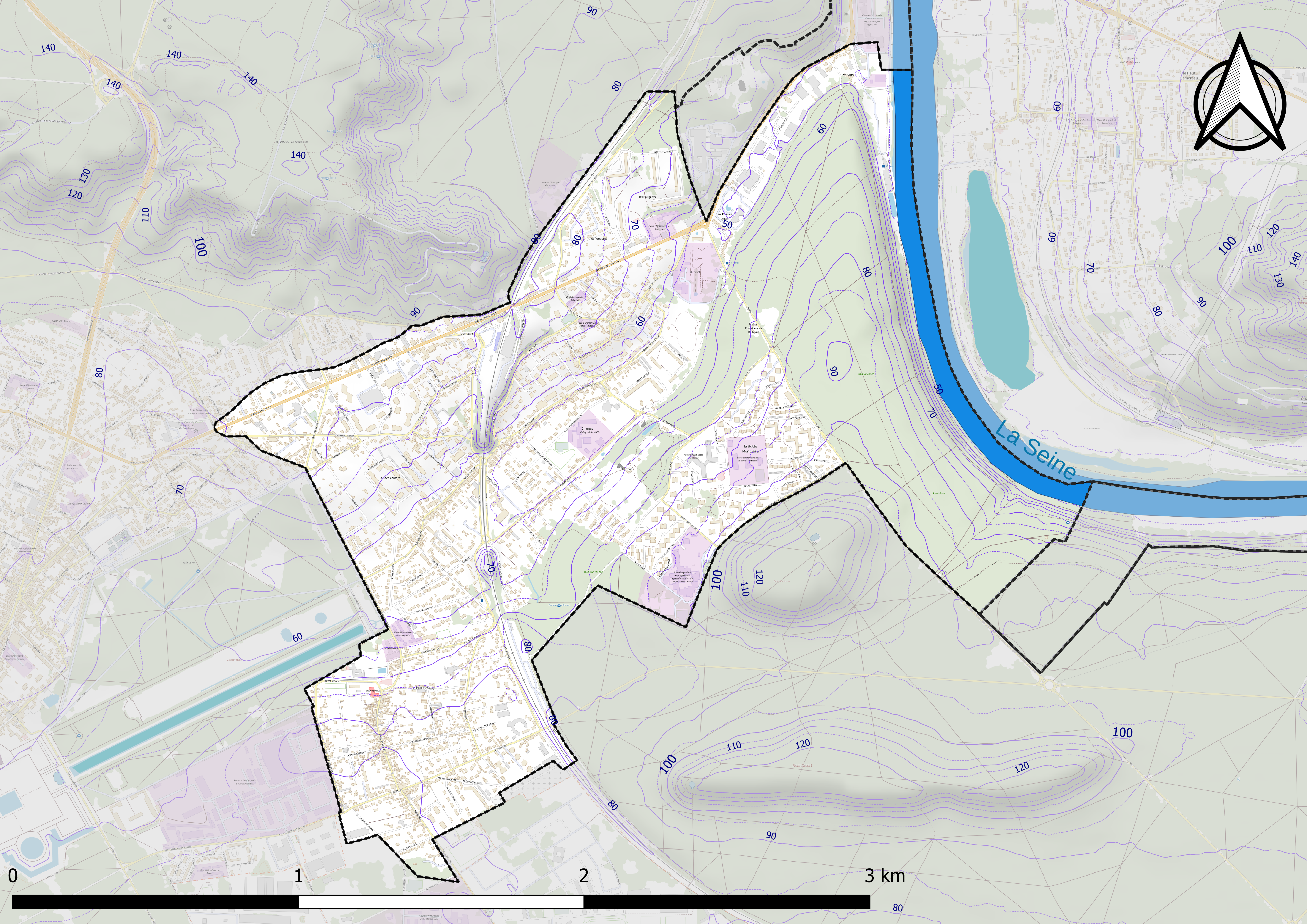
Carte du relief d'Avon.
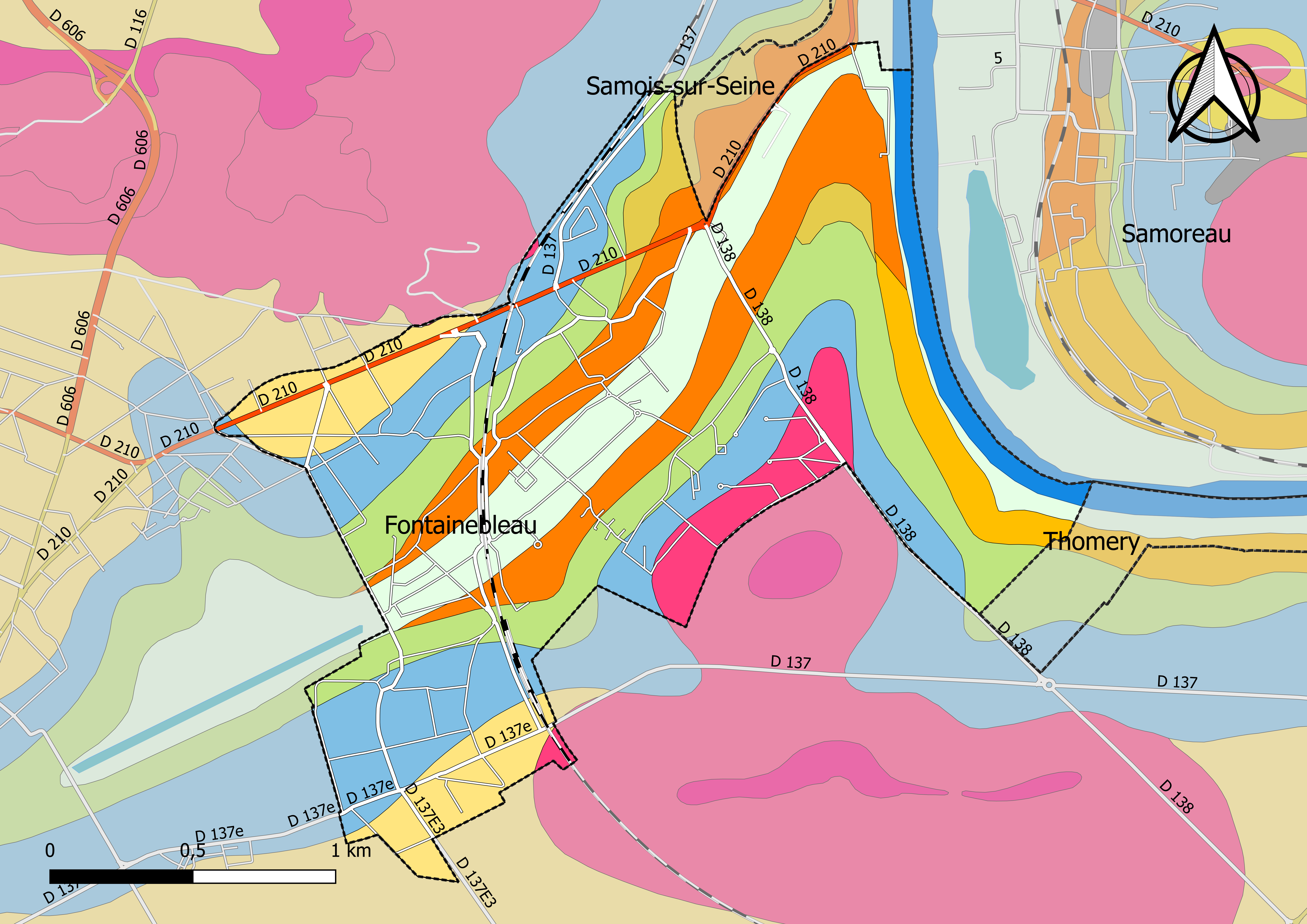
Carte géologique vectorisée et harmonisée d'Avon.

|  | LP : | Limon des plateaux de composition argilo-marneuse.                |
|  | Fz : | Alluvions récentes : limons, argiles, sables, tourbes localement. |

|  | g1AR : | Argile verte, Glaises à Cyrènes et/ou Marnes vertes et blanches (Argile verte de Romainville) . |
|  | g1CB : | Calcaire de Brie stampien et meulières plio-quaternaire indifférenciées.                        |
|  | g1SF : | Sables de Fontainebleau, accessoirement grès en place ou peu remanié (versant).                 |

|  | e7C :       | Calcaire de Champigny, Calcaire de Château-Landon, Marnes de Nemours.         |
|  | e7MS :      | Marnes supragypseuses : Marnes blanches de Pantin Marnes bleues d'Argenteuil. |
|  | e6-7CH-SO : | Calcaire de Champigny et Calcaire de Saint-Ouen indifférenciés.               |

### Hydrographie

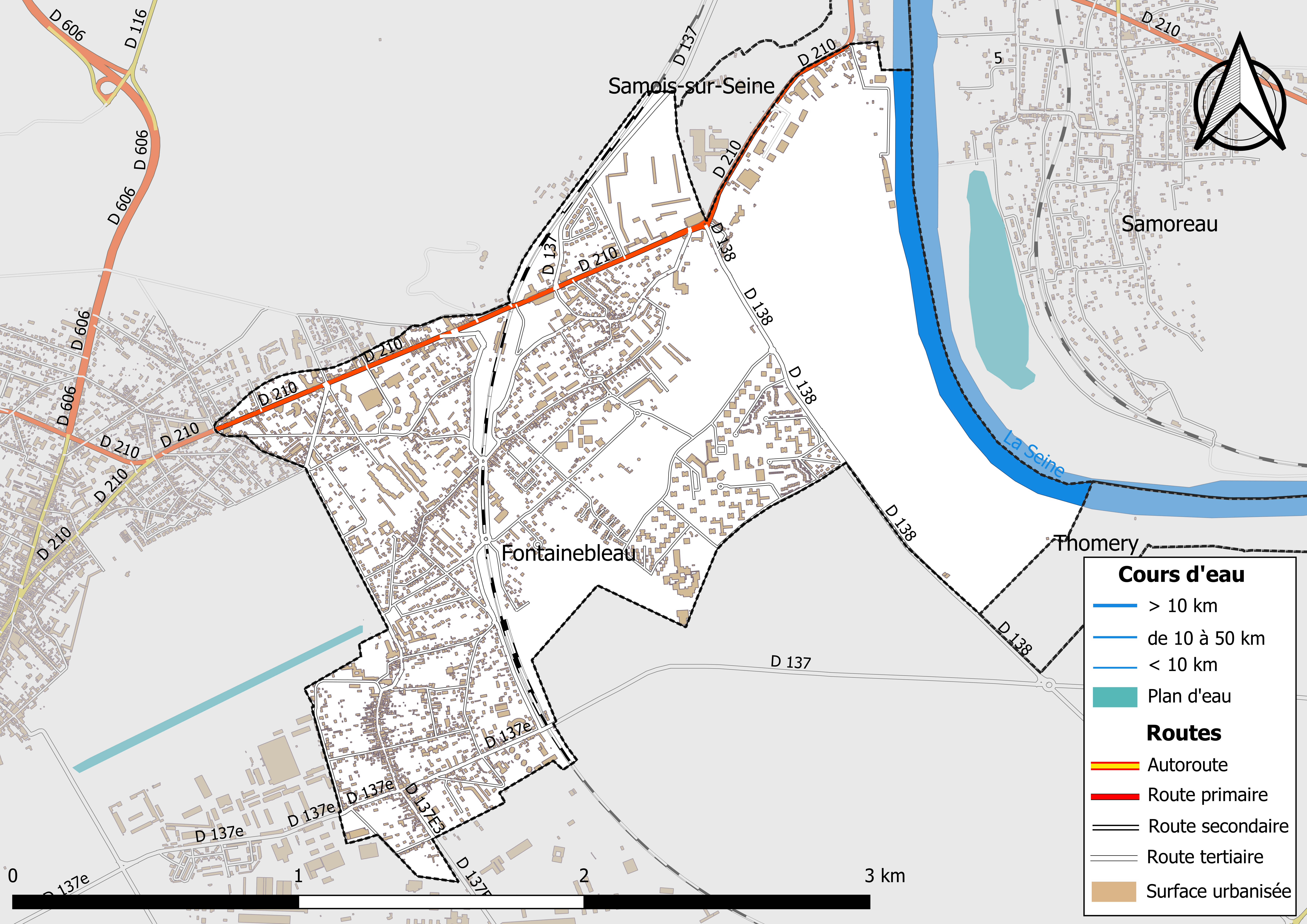
Carte des réseaux hydrographique et routier d'Avon.

Le réseau hydrographique de la commune se compose d'un seul cours d'eau référencé : la Seine, fleuve long de 774,76 km. Sa longueur totale sur la commune est de 1,69 km.
Afin d’atteindre le bon état des eaux imposé par la Directive-cadre sur l'eau du 23 octobre 2000, plusieurs outils de gestion intégrée s’articulent à différentes échelles : le SDAGE, à l’échelle du bassin hydrographique, et le SAGE, à l’échelle locale. Ce dernier fixe les objectifs généraux d’utilisation, de mise en valeur et de protection quantitative et qualitative des ressources en eau superficielle et souterraine. Le département de Seine-et-Marne est couvert par six SAGE, au sein du bassin Seine-Normandie.
La commune fait partie du SAGE « Nappe de Beauce et milieux aquatiques associés », approuvé le 11 juin 2013. Le territoire de ce SAGE couvre deux régions, six départements et compte 681 communes, pour une superficie de 9 722 km2. Le pilotage et l’animation du SAGE sont assurés par le Syndicat mixte du pays Beauce Gâtinais en Pithiverais, qualifié de « structure porteuse ».

### Climat
Pour des articles plus généraux, voir Climat de l'Île-de-France et Climat de Seine-et-Marne.
En 2010, le climat de la commune est de type climat océanique dégradé des plaines du Centre et du Nord, selon une étude du CNRS s'appuyant sur une série de données couvrant la période 1971-2000. En 2020, Météo-France publie une typologie des climats de la France métropolitaine dans laquelle la commune est exposée à un climat océanique altéré et est dans la région climatique Nord-est du bassin Parisien, caractérisée par un ensoleillement médiocre, une pluviométrie moyenne régulièrement répartie au cours de l’année et un hiver froid (3 °C).
Pour la période 1971-2000, la température annuelle moyenne est de 11,3 °C, avec une amplitude thermique annuelle de 15,8 °C. Le cumul annuel moyen de précipitations est de 710 mm, avec 11,1 jours de précipitations en janvier et 7,7 jours en juillet. Pour la période 1991-2020, la température moyenne annuelle observée sur la station météorologique la plus proche, située sur la commune de Fontainebleau à 2 km à vol d'oiseau, est de 11,1 °C et le cumul annuel moyen de précipitations est de 740,1 mm,. Pour l'avenir, les paramètres climatiques de la commune estimés pour 2050 selon différents scénarios d'émission de gaz à effet de serre sont consultables sur un site dédié publié par Météo-France en novembre 2022.
| Mois                                  | jan.           | fév.            | mars           | avril         | mai             | juin          | jui.          | août           | sep.            | oct.            | nov.             | déc.             | année      |
| ------------------------------------- | -------------- | --------------- | -------------- | ------------- | --------------- | ------------- | ------------- | -------------- | --------------- | --------------- | ---------------- | ---------------- | ---------- |
| Température minimale moyenne (°C)     | 0,5            | 0               | 1,8            | 3,7           | 7,5             | 10,8          | 12,6          | 12,1           | 8,8             | 6,4             | 3                | 1,1              | 5,7        |
| Température moyenne (°C)              | 3,8            | 4,3             | 7,4            | 10,2          | 13,8            | 17,2          | 19,5          | 19,1           | 15,4            | 11,5            | 7                | 4,3              | 11,1       |
| Température maximale moyenne (°C)     | 7,2            | 8,7             | 12,9           | 16,6          | 20,1            | 23,6          | 26,3          | 26,2           | 21,9            | 16,6            | 10,9             | 7,6              | 16,5       |
| Record de froid (°C) date du record   | −16,1 08.01.10 | −15,9 07.02.12  | −14,6 01.03.05 | −8,5 08.04.03 | −3,9 05.05.1996 | −1 04.06.01   | 3 11.07.1990  | 1,8 30.08.1993 | −1,5 30.09.1995 | −5,5 17.10.1992 | −14,3 24.11.1998 | −12,6 29.12.1996 | −16,1 2010 |
| Record de chaleur (°C) date du record | 17 05.01.1999  | 22,5 24.02.1990 | 26,8 31.03.21  | 29,1 20.04.18 | 33,6 28.05.17   | 38,5 18.06.22 | 42,7 25.07.19 | 40,9 12.08.03  | 35,3 08.09.23   | 29,3 02.10.23   | 22,6 07.11.15    | 17,7 07.12.00    | 42,7 2019  |
| Précipitations (mm)                   | 57,6           | 54,1            | 52,9           | 59,4          | 67              | 59,8          | 62,2          | 59,3           | 60,7            | 68,4            | 66,8             | 71,9             | 740,1      |

### Milieux naturels et biodiversité

#### Espaces protégés
La protection réglementaire est le mode d’intervention le plus fort pour préserver des espaces naturels remarquables et leur biodiversité associée.
La réserve de biosphère « Fontainebleau et Gâtinais », zone centrale et zone de transition, est un espace protégé créé en 1998 et d'une superficie totale de 150 544 ha (46 056 ha pour la zone centrale). Cette réserve de biosphère, d'une grande biodiversité, comprend trois grands ensembles : une grande moitié ouest à dominante agricole, l’emblématique forêt de Fontainebleau au centre, et le Val de Seine à l’est. La structure de coordination est l'Association de la Réserve de biosphère de Fontainebleau et du Gâtinais, qui comprend un conseil scientifique et un Conseil Éducation, unique parmi les Réserves de biosphère françaises,,.

#### Réseau Natura 2000

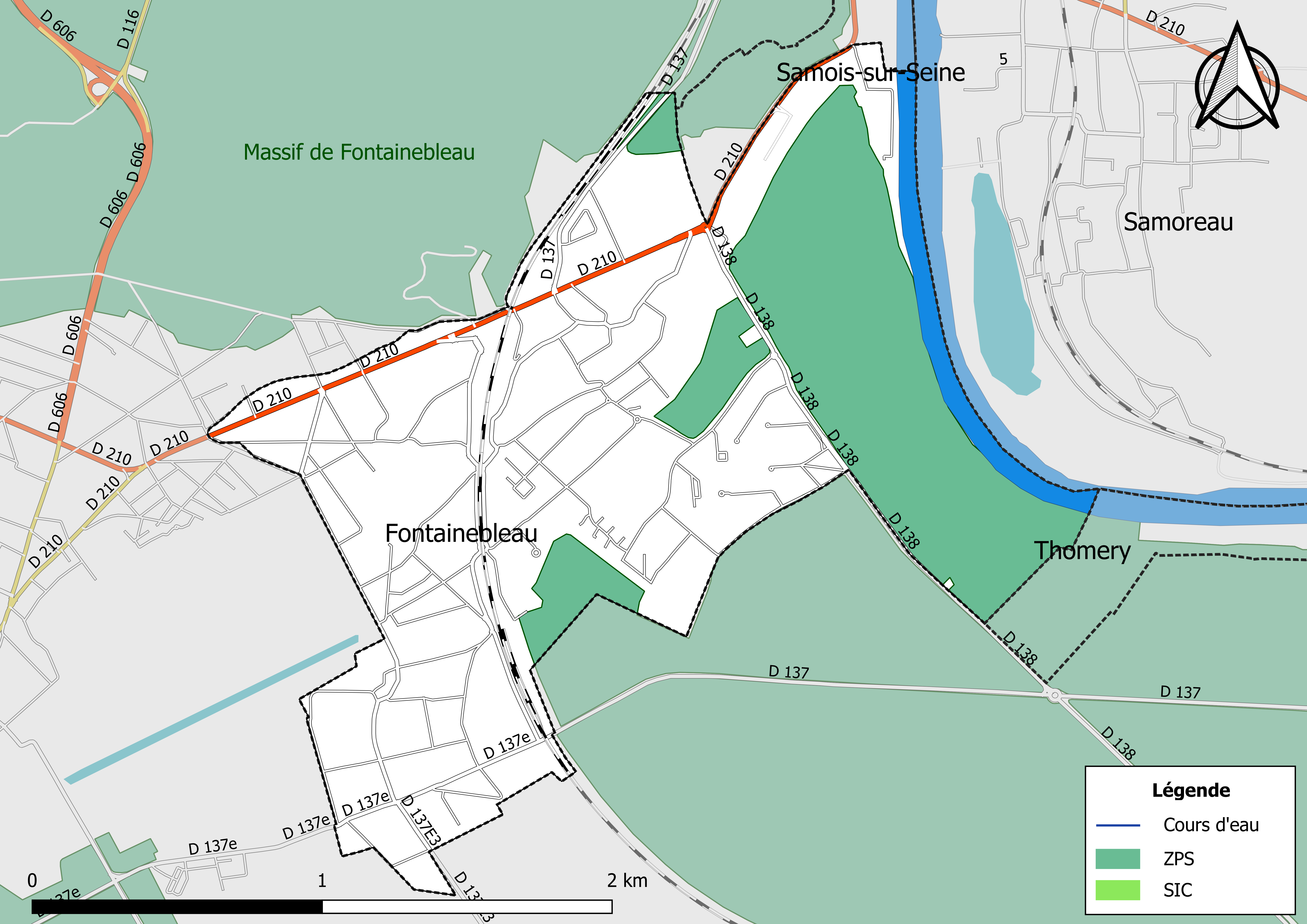
Sites Natura 2000 sur le territoire communal.

Le réseau Natura 2000 est un réseau écologique européen de sites naturels d’intérêt écologique élaboré à partir des Directives « Habitats » et « Oiseaux ». Ce réseau est constitué de Zones spéciales de conservation (ZSC) et de Zones de protection spéciale (ZPS). Dans les zones de ce réseau, les États Membres s'engagent à maintenir dans un état de conservation favorable les types d'habitats et d'espèces concernés, par le biais de mesures réglementaires, administratives ou contractuelles.
Un site Natura 2000 a été défini sur la commune, tant au titre de la « directive Habitats » que de la « directive Oiseaux » :le « Massif de Fontainebleau ». Cet espace constitue le plus ancien exemple français de protection de la nature. Les alignements de buttes gréseuses alternent avec les vallées sèches. Les conditions de sols, d'humidité et d'expositions sont très variées. La forêt de Fontainebleau est réputée pour sa remarquable biodiversité animale et végétale. Ainsi, elle abrite la faune d'arthropodes la plus riche d'Europe (3 300 espèces de coléoptères, 1 200 de lépidoptères) ainsi qu'une soixantaine d'espèces végétales protégées.

#### Zones naturelles d'intérêt écologique, faunistique et floristique
L’inventaire des zones naturelles d'intérêt écologique, faunistique et floristique (ZNIEFF) a pour objectif de réaliser une couverture des zones les plus intéressantes sur le plan écologique, essentiellement dans la perspective d’améliorer la connaissance du patrimoine naturel national et de fournir aux différents décideurs un outil d’aide à la prise en compte de l’environnement dans l’aménagement du territoire.
Le territoire communal d'Avon comprend une ZNIEFF de type 1,, 
le « Massif de Fontainebleau » (20 711,14 ha), couvrant 18 communes dont 17 en Seine-et-Marne et 1 dans l'Essonne
, et un ZNIEFF de type 2,, 
la « vallée de la Seine entre Melun et Champagne-sur-Seine » (1 062,65 ha), couvrant 15 communes du département.

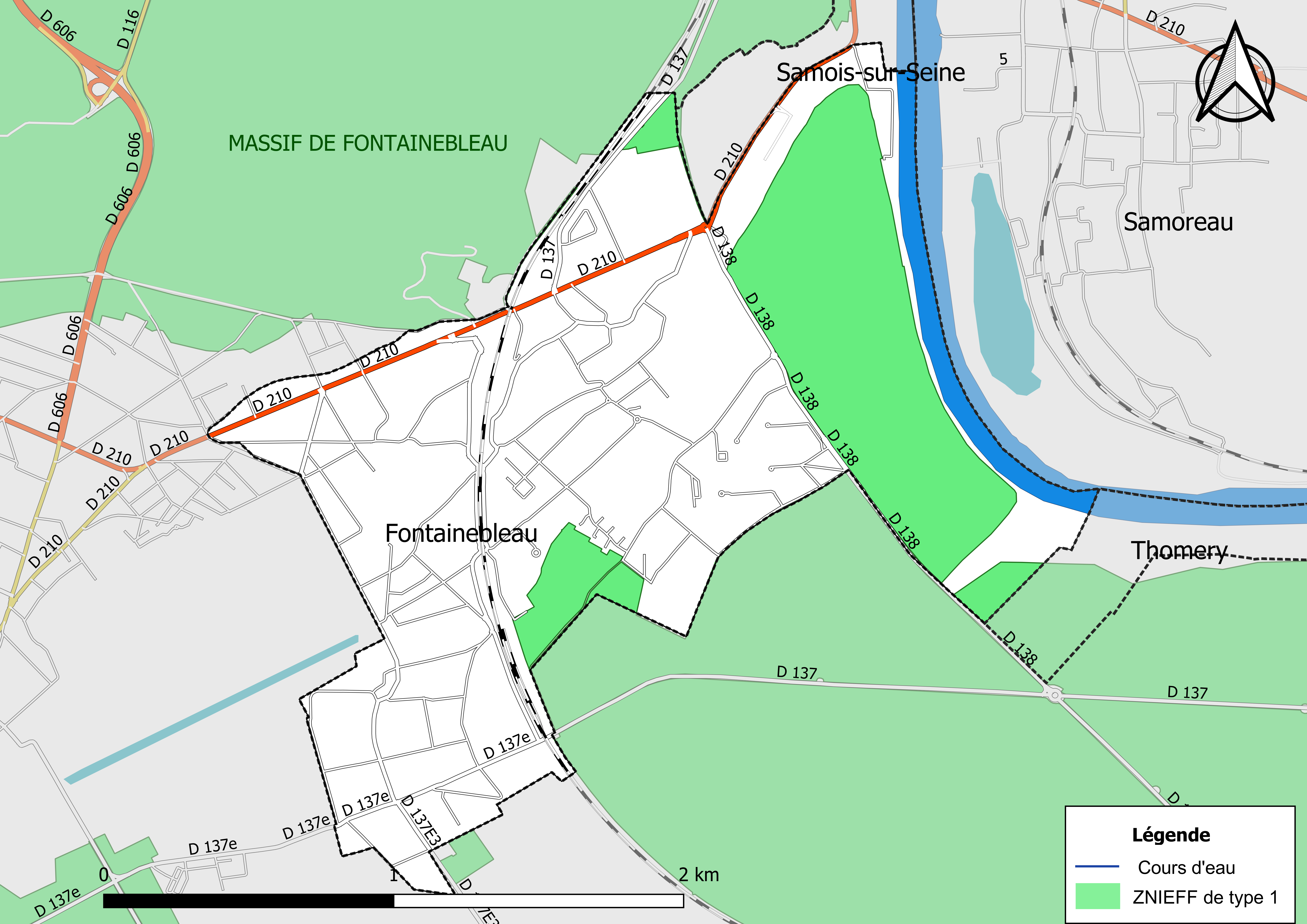
Carte des ZNIEFF de type 1 de la commune.
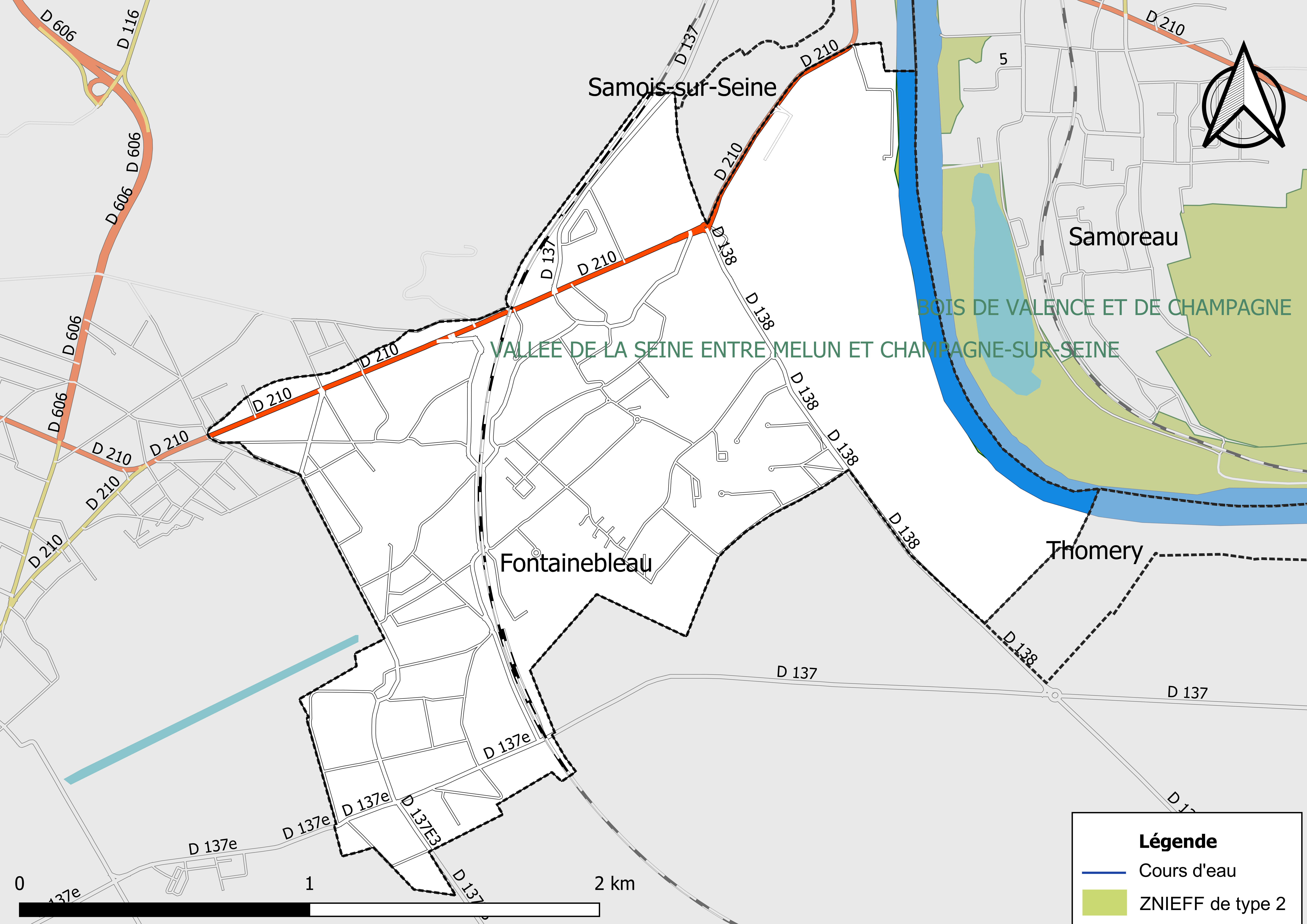
Carte des ZNIEFF de type 2 de la commune.

## Urbanisme

### Typologie
Au 1er janvier 2024, Avon est catégorisée centre urbain intermédiaire, selon la nouvelle grille communale de densité à sept niveaux définie par l'Insee en 2022.
Elle appartient à l'unité urbaine de Fontainebleau, une agglomération intra-départementale regroupant cinq  communes, dont elle est ville-centre,,. Par ailleurs la commune fait partie de l'aire d'attraction de Paris, dont elle est une commune de la couronne,. Cette aire regroupe 1 929 communes,.

### Occupation des sols
L'occupation des sols de la commune, telle qu'elle ressort de la base de données européenne d’occupation biophysique des sols Corine Land Cover (CLC), est marquée par l'importance des territoires artificialisés (65,5 % en 2018), une proportion sensiblement équivalente à celle de 1990 (64,8 %). La répartition détaillée en 2018 est la suivante : 
zones urbanisées (61,97 %), 
forêts (31,56 %), 
zones industrielles ou commerciales et réseaux de communication (3,17 %), 
eaux continentales (2,96 %), 
espaces verts artificialisés, non agricoles (0,33 %).
| Type d’occupation | 1990      | 1990    | 2018      | 2018    | Bilan    |
| --- | --------- | ------- | --------- | ------- | -------- |
| Territoires artificialisés (zones urbanisées, zones industrielles ou commerciales et réseaux de communication, mines, décharges et chantiers, espaces verts artificialisés ou non agricoles) | 247,31 ha | 64,82 % | 249,80 ha | 65,48 % | 2,50 ha  |
| Territoires agricoles (terres arables, cultures permanentes, prairies, zones agricoles hétérogènes)                                                                                          | 0,00 ha   | 0,00 %  | 0,00 ha   | 0,00 %  | 0 ha     |
| Forêts et milieux semi-naturels (forêts, milieux à végétation arbustive et/ou herbacée, espaces ouverts sans ou avec peu de végétation)                                                      | 122,91 ha | 32,22 % | 120,41 ha | 31,56 % | −2,50 ha |
| Surfaces en eau (eaux continentales, eaux maritimes) | 11,30 ha  | 2,96 %  | 11,30 ha  | 2,96 %  | 0 ha     |

Parallèlement, L'Institut Paris Région, agence d'urbanisme de la région Île-de-France, a mis en place un inventaire numérique de l'occupation du sol de l'Île-de-France, dénommé le MOS (Mode d'occupation du sol), actualisé régulièrement depuis sa première édition en 1982. Réalisé à partir de photos aériennes, le Mos distingue les espaces naturels, agricoles et forestiers mais aussi les espaces urbains (habitat, infrastructures, équipements, activités économiques, etc.) selon une classification pouvant aller jusqu'à 81 postes, différente de celle de Corine Land Cover,,. L'Institut met également à disposition des outils permettant de visualiser par photo aérienne l'évolution de l'occupation des sols de la commune entre 1949 et 2018.

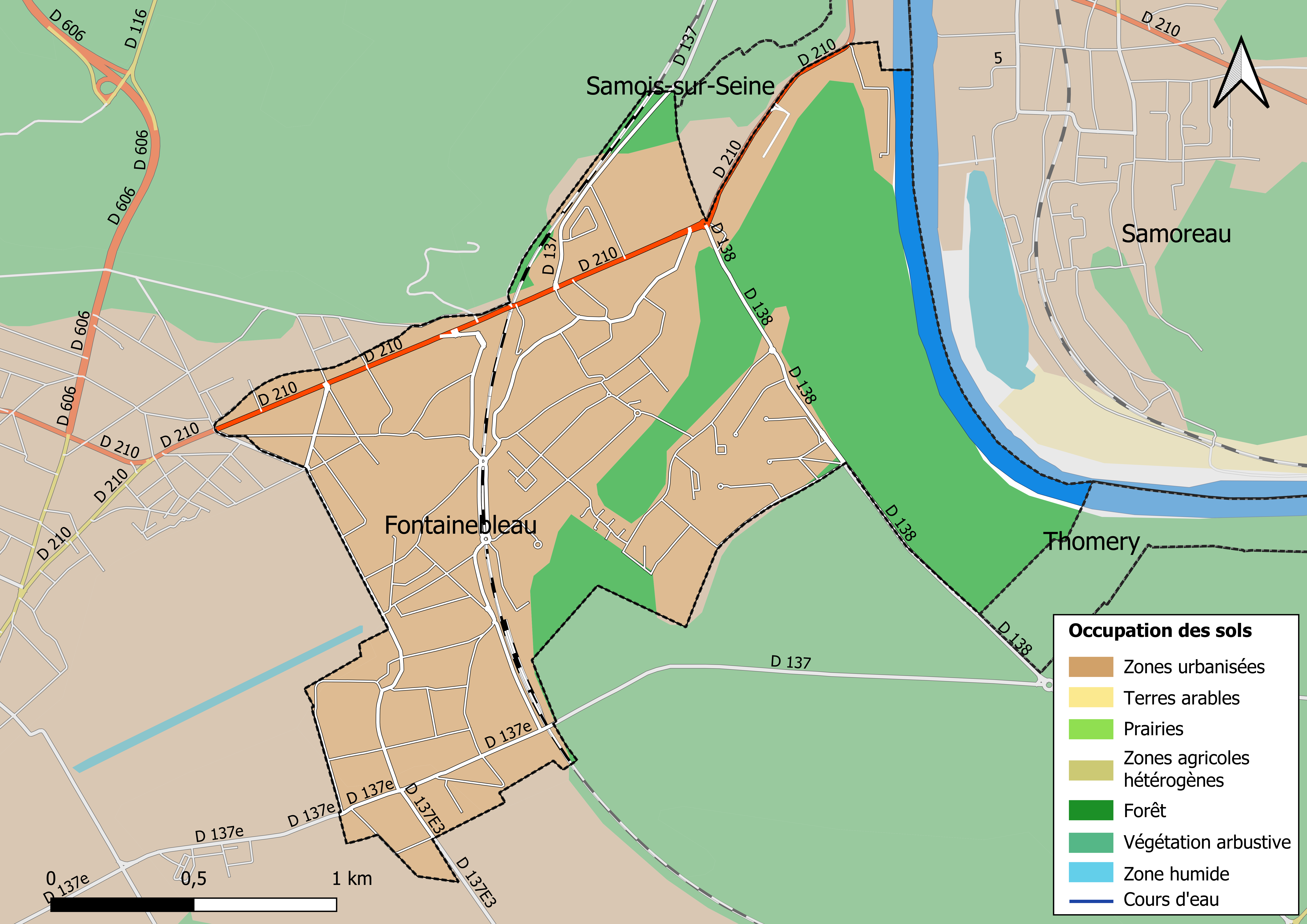
Carte des infrastructures et de l'occupation des sols en 2018 (CLC) de la commune.
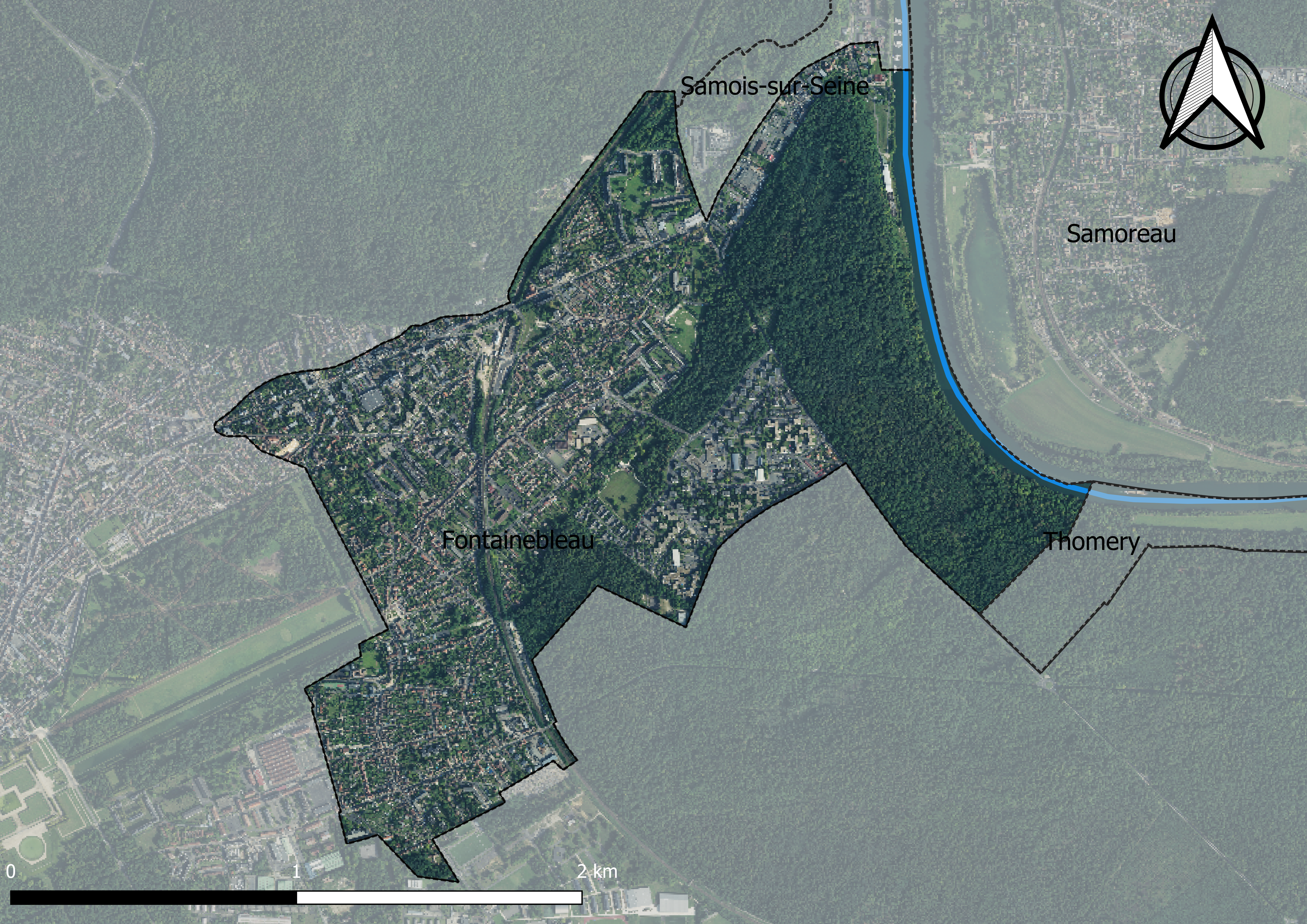
Carte orhophotogrammétrique de la commune.

### Planification
La loi SRU du 13 décembre 2000 a incité les communes à se regrouper au sein d’un établissement public, pour déterminer les partis d’aménagement de l’espace au sein d’un SCoT, un document d’orientation stratégique des politiques publiques à une grande échelle et à un horizon de 20 ans et s'imposant aux documents d'urbanisme locaux, les PLU (Plan local d'urbanisme). La commune est dans le territoire du SCOT Fontainebleau et sa région, approuvé le 26 mai 2013 et porté par le syndicat mixte d’études et de programmation (SMEP) de Fontainebleau et sa région.
La commune, en 2019, avait engagé l'élaboration d'un plan local d'urbanisme. Le zonage réglementaire et le règlement associé peuvent être consultés sur le géoportail de l'urbanisme.

### Lieux-dits et écarts

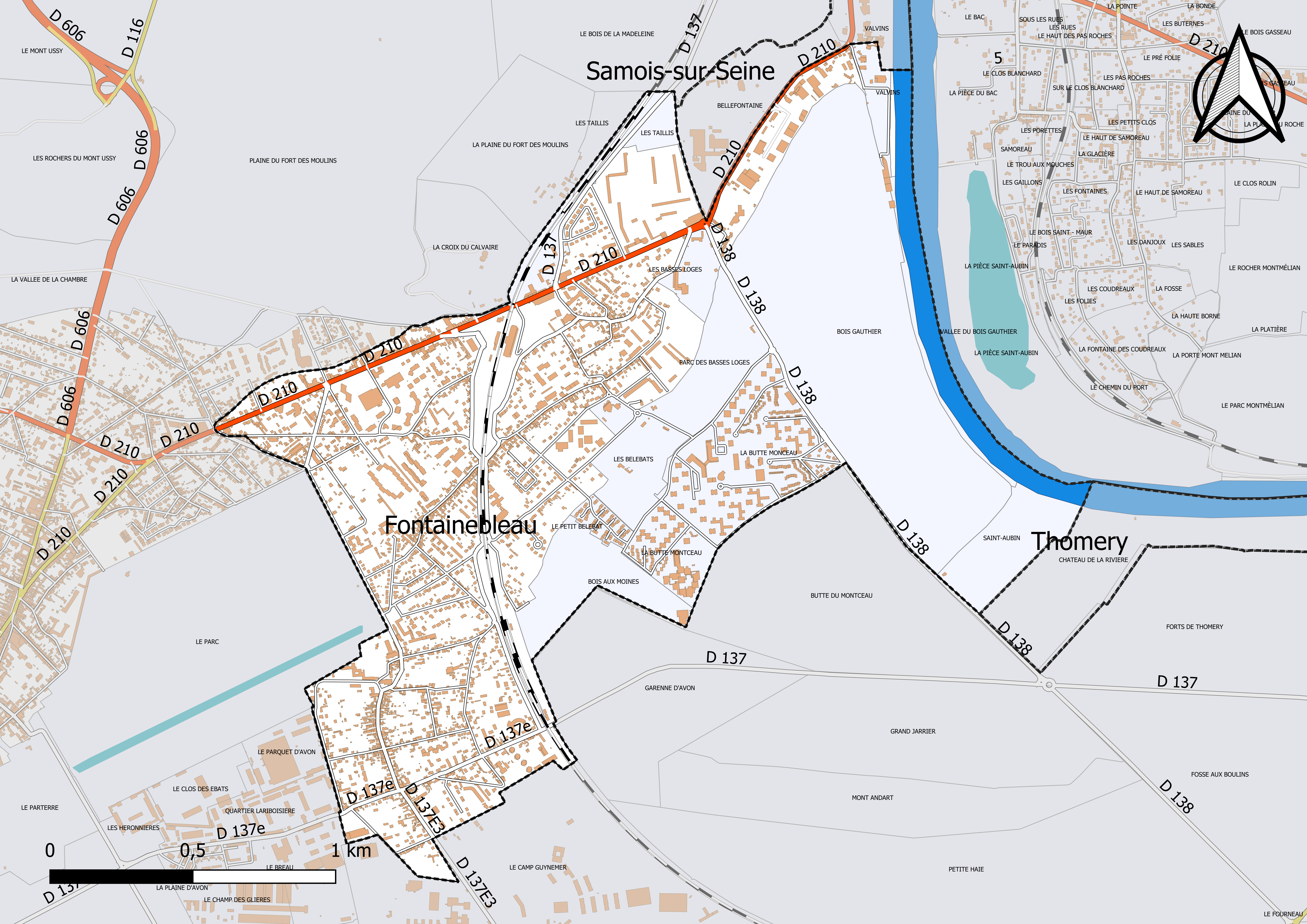
Carte du cadastre de la commune d'Avon.

La commune compte 15 lieux-dits administratifs répertoriés consultables ici dont la Butte Monceau, Valvins (partagé avec Samois-sur-Seine).

### Quartiers
Avon est divisé en plusieurs quartiers et résidences :  Bellefontaine, Changis, La Butte Montceau, la Cave Coinard, les Basses Loges, le Prieuré, les Fougères, les Terrasses et Valvins.

### Habitat et logement
En 	2018	, le nombre total de logements dans la commune était de 		7 731 	, alors qu'il était de 		7 425 	 en 	2013	 et de 		7 255 	 en 	2008	.																						
Parmi ces logements, 	86,3	 % étaient des résidences principales, 	2,9	 % des résidences secondaires et 	10,8	 % des logements vacants. Ces logements étaient pour 	24,2	 % d'entre eux des maisons individuelles et pour 	74,6	 % des appartements.																						
Le tableau ci-dessous présente la typologie des logements	 à 	Avon	 en 	2018	 en comparaison avec celle 	de 	Seine-et-Marne	 et de la France entière. Une caractéristique marquante du parc de logements est ainsi une proportion de résidences secondaires et logements occasionnels (2,9 %) égale à celle du département (2,9 %)  mais substantiellement inférieure à celle de la France entière (9,7 %). Concernant le statut d'occupation de ces logements, 	53,4	 % des habitants de la commune sont propriétaires de leur logement (	55,2	 % en 	2013), contre 	61,8	 % pour la Seine-et-Marne	 et 57,5	 pour la France entière	.
En 2008, la ville compte  822 logements sociaux (12,6 % des résidences principales), nombre réduit à 799 en 2018 (12,0 %).
| Typologie                                               | Avon | Seine-et-Marne | France entière |
| ------------------------------------------------------- | ---- | -------------- | -------------- |
| Résidences principales (en %)                           | 86,3 | 90,3           | 82,1           |
| Résidences secondaires et logements occasionnels (en %) | 2,9  | 2,9            | 9,7            |
| Logements vacants (en %)                                | 10,8 | 6,8            | 8,2            |

### Voies de communication et transports

#### Voies de communication
La ligne de chemin de fer de Paris à Marseille traverse le territoire de la commune en son centre, du nord-est au sud-est.
Plusieurs routes départementales relient Avon aux communes voisines :
- la D 137, à Samois-sur-Seine, au nord ; à Fontainebleau, au sud-est ;
- la D 137e, à Fontainebleau, à l'ouest et au sud ;
- la D 138, à Samois-sur-Seine, au nord ; à Fontainebleau et à Thomery au sud-est ;
- la D 210, à Samois-sur-Seine, au nord-est ; à Fontainebleau, à l'ouest.

#### Transports

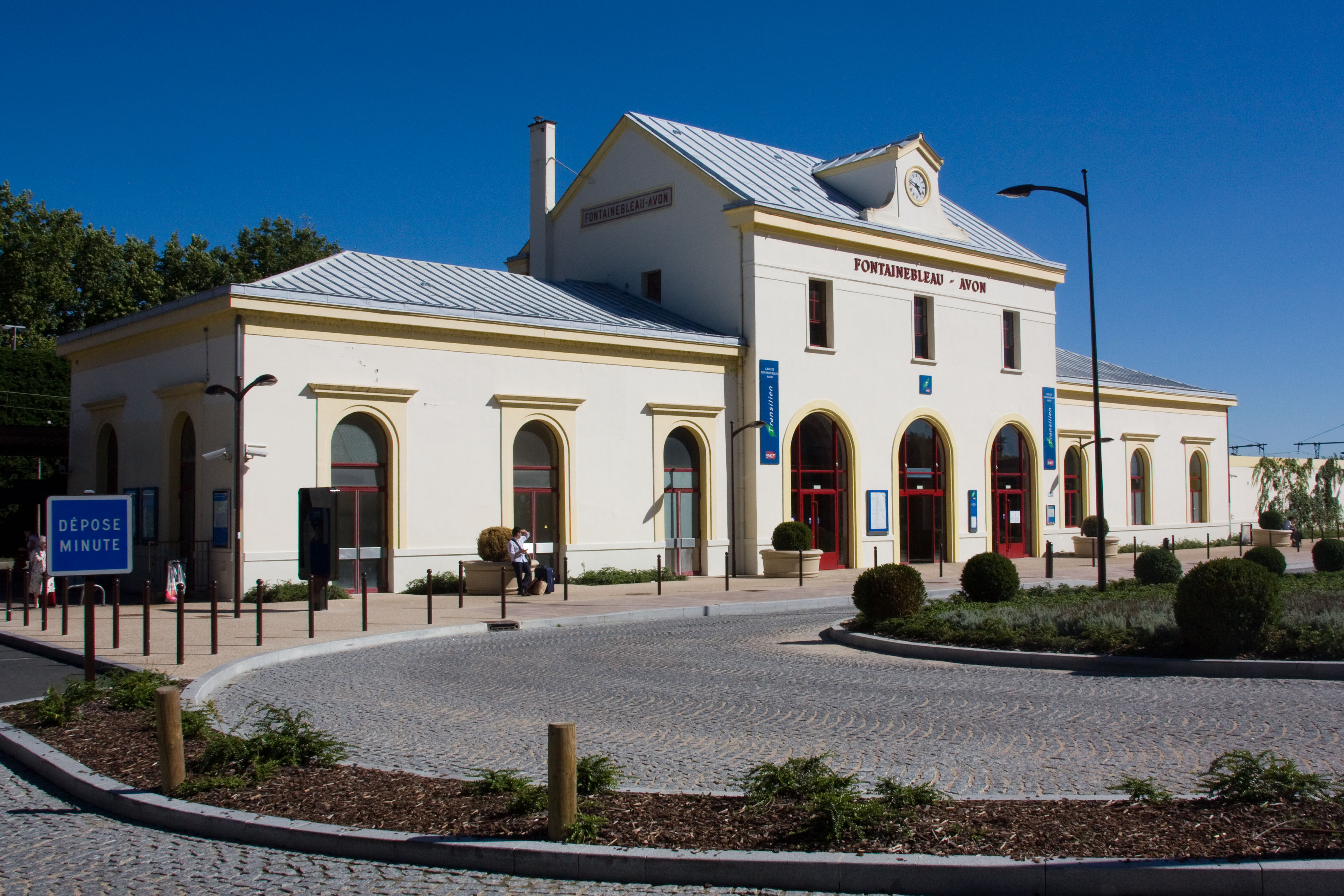
La gare de Fontainebleau - Avon.

La commune dispose d'une gare desservie par les trains de la ligne R du Transilien effectuant les liaisons : 
Paris - Montereau et Paris - Montargis.
Avon est desservie par plusieurs lignes de bus du réseau d'autobus d'Île-de-France :
- 16 lignes du réseau de bus Fontainebleau - Moret :
  - la ligne no 1, qui relie Avon à Fontainebleau ;
  - la ligne no 2, qui dessert uniquement Avon ;
  - la ligne no 3, qui relie Fontainebleau à Avon ;
  - la ligne no 4, qui relie Avon à Fontainebleau ;
  - la ligne no 5, qui relie Vulaines-sur-Seine à Avon ;
  - la ligne no 6, qui relie Samoreau à Avon ;
  - la ligne no 8, qui relie Fontainebleau à Avon ;
  - la ligne no 9, qui relie Samoreau à Avon ;
  - la ligne no 20, qui relie Soisy-sur-École  à Avon ;
  - la ligne no 21, qui relie Avon à Villiers-en-Bière ;
  - la ligne no 23, qui relie Avon à Saint-Fargeau-Ponthierry ;
  - la ligne no 43, qui relie Sivry-Courtry à Fontainebleau ;
  - la ligne no 45, qui relie Chartrettes à Fontainebleau ;
  - la ligne no 202, qui relie Villemer à Moret Loing et Orvanne ;
  - la ligne no 209, qui relie Vernou-la-Celle-sur-Seine à Avon ;
  - la ligne no 210, qui relie Vernou-la-Celle-sur-Seine  à Fontainebleau.
- 1 ligne du réseau de bus Vallée du Loing - Nemours :
  - la ligne no 7b, qui relie Nemours à Avon.

## Toponymie
Le nom de la localité est attesté sous les formes Abonis Villa en 836,, Avonh en 1177.

## Histoire
Avon est mentionnée en tant que paroisse dès 839 dans une charte de Louis le Pieux.
Formant avec Fontainebleau une agglomération entourée par la forêt, l'histoire des deux villes fut souvent liée, mais les historiens considéraient Avon comme antérieur à sa voisine, jusqu'en 2012 où furent mis au jour sous une des places du château un village gaulois datant d'entre trente et deux-cent-cinquante ans avant J.-C..
La gare d'Avon-Fontainebleau ouvrit en 1846, le viaduc fut inauguré par le futur Napoléon III en septembre 1849.
De 1885 à 1890, un train routier à vapeur de marque américaine « Scotte » circulait entre la gare et le château, sans réellement donner satisfaction. Il fut remplacé de 1896 à 1953 par un tramway.
En 1943 et 1944, Rémy Dumoncel, maire de la ville, ainsi que plusieurs habitants,  furent arrêtés par l'occupant pour des faits de résistance active et moururent en déportation.

## Politique et administration

### Rattachements administratifs et électoraux

#### Rattachements administratifs
La commune se trouve depuis 1926 dans l'arrondissement de Fontainebleau du département de Seine-et-Marne.
Elle faisait partie depuis 1793 du canton de Fontainebleau de Seine-et-Marne. Dans le cadre du redécoupage cantonal de 2014 en France, cette circonscription administrative territoriale a disparu, et le canton n'est plus qu'une circonscription électorale.

#### Rattachements électoraux
Pour les élections départementales, la commune fait partie depuis 2014 d'un nouveau  canton de Fontainebleau
Pour l'élection des députés, elle fait partie de la deuxième circonscription de Seine-et-Marne.

### Intercommunalité
Avon était membre de la communauté de communes du pays de Fontainebleau, un établissement public de coopération intercommunale (EPCI) à fiscalité propre créé fin 2000 et auquel la commune avait transféré un certain nombre de ses compétences, dans les conditions déterminées par le code général des collectivités territoriales.
Dans le cadre des dispositions de la loi portant nouvelle organisation territoriale de la République du 7 août 2015, qui prévoit que les établissements publics de coopération intercommunale (EPCI) à fiscalité propre doivent avoir un minimum de 15 000 habitants, cette intercommunalité a fusionné avec sa voisine pour former, le 1er janvier 2017, la communauté d'agglomération du Pays de Fontainebleau dont est désormais membre la commune.

### Tendances politiques et résultats
Lors du second tour des élections municipales de 2014 en Seine-et-Marne, la liste DVD menée par Marie-Charlotte Nouhaud obtient la majorité des suffrages exprimés, avec 1 991 voix (40,04 %, 24  conseillers municipaux élus dont	9 communautaires), battant de 58 voix celle DVG menée par le maire sortant Jean-Pierre Le Poulain (1 933 voix, 38,87 %, 6 conseillers municipaux élus dont 2 communautaires).

La troisième liste PS-PCF-EELV menée par  Dimitri Bandini a obtenu 1 048 voix (21,07 %, 3 conseillers municipaux élus dont 1 communautaire).

Lors de ce scrutin, 44,46 % des électeurs se sont abstenus.
Lors du second tour des élections municipales de 2020 en Seine-et-Marne, la liste LR menée par la maire sortante obtient la majorité absolue des suffrages exprimés, avec 1 953 voix (60,22 %, 27 conseillers municipaux élus dont 9 communautaires), devançant très largement celle DVG menée par   Dimitri Bandini — qui bénéficiait de la fusion des listes du 1er tour menées par Yann Moreau  (EELV) et Amina Bacar  (DVG) —, qui a obtenu 1 290 voix, 39,77 %, 6 conseillers municipaux élus dont 2 communautaires)
Lors de ce scrutin marqué par la pandémie de Covid-19 en France, 60,71 % des électeurs se sont abstenus,.

### Liste des maires
| Période                                  | Période                      | Identité                                      | Étiquette    | Qualité |
| ---------------------------------------- | ---------------------------- | --------------------------------------------- | ------------ | --- |
| Les données manquantes sont à compléter. |                              |                                               |              | |
| décembre 1792                            | 10 ventose an II             | Claude Bellier                                |              | |
| 10 ventose an II                         | 11 prairial an VIII          | Pierre Fiacre Huge                            |              | |
| 11 prairial an VIII                      | décembre 1806                | Pierre Louis Giot                             |              | |
| décembre 1806                            | septembre 1815               | Nicolas Goga                                  |              | |
| septembre 1815                           | mai 1819                     | Guyon                                         |              | |
| mai 1819                                 | octobre 1824                 | Barbarin                                      |              | |
| octobre 1824                             | juin 1826                    | Jean Séraphin Desvesgnes                      |              | |
| juin 1826                                | décembre 1831                | Claude Mathurin Jourdain                      |              | |
| décembre 1831                            | septembre 1833               | Etienne Hutte                                 |              | |
| septembre 1833                           | mai 1837                     | Jean Barbarin                                 |              | |
| mai 1837                                 | juin 1840                    | Claude Mathurin Jourdain                      |              | |
| juin 1840                                | 1850                         | Charles Morlet                                |              | |
| janvier 1852                             | mai 1871                     | Jean Fontenelle                               |              | |
| mai 1871                                 | janvier 1878                 | Gustave Morlet                                |              | |
| janvier 1878                             | mai 1888                     | Charles Lefebvre                              |              | |
| mai 1888                                 | mai 1896                     | Charles Meunier                               |              | |
| mai 1896                                 | mai 1912                     | Adolphe Julien Porgeron                       |              | |
| mai 1912                                 | décembre 1919                | Georges Penelle                               |              | |
| décembre 1919                            | octobre 1925                 | Léopold Merrienne                             |              | |
| octobre 1925                             | mars 1933                    | Baron Christian d'Aleyrac Contaud de Coulange |              | Propriétaire à Fontainebleau |
| mars 1933                                | mai 1935                     | Xavier Leconte                                |              | |
| mai 1935                                 | mai 1944                     | Rémy Dumoncel                                 |              | |
| mai 1944                                 | mai 1945                     | Charles Yaher                                 |              | Entrepreneur de travaux publics à Paris                                                                                                  |
| mai 1945                                 | mars 1959                    | Georges Lucquin                               |              | |
| mars 1959                                | mars 1971                    | Léon Béra                                     |              | Médecin |
| mars 1971                                | mars 1995                    | Pierre Pic                                    | DVD          | Expert-comptable |
| mars 1995                                | mars 2014                    | Jean-Pierre Le Poulain,                       | DVD puis UMP | Enseignant retraité, maire honoraire |
| avril 2014                               | En cours (au 6 octobre 2021) | Marie-Charlotte Nouhaud                       | DVD puis LR  | Énarque, administratrice de la ville de Paris Vce-présidente de la CA du Pays de Fontainebleau (2017 → ) Réélue pour le mandat 2020-2026 |

### Jumelages
| Ville | Ville    | Pays | Pays        |
| ----- | -------- | ---- | ----------- |
|       | Melksham |      | Royaume-Uni |

### Politique de développement durable
La ville a engagé une politique de développement durable en lançant une démarche d'Agenda 21.

## Équipements et services

### Eau et assainissement
L’organisation de la distribution de l’eau potable, de la collecte et du traitement des eaux usées et pluviales relève des communes. La loi NOTRe de 2015 a accru le rôle des EPCI à fiscalité propre en leur transférant cette compétence. Ce transfert devait en principe être effectif au 1er janvier 2020, mais la loi Ferrand-Fesneau du 3 août 2018 a introduit la possibilité d’un report de ce transfert au 1er janvier 2026,.

#### Assainissement des eaux usées
En 2020, la gestion du service d'assainissement collectif de la commune d'Avon est assurée par la communauté d'agglomération du Pays de Fontainebleau (CAPF) pour la collecte, le transport et la dépollution. Ce service est géré en délégation par une entreprise privée, dont le contrat arrive à échéance le 31 décembre 2021,,.
L’assainissement non collectif (ANC) désigne les installations individuelles de traitement des eaux domestiques qui ne sont pas desservies par un réseau public de collecte des eaux usées et qui doivent en conséquence traiter elles-mêmes leurs eaux usées avant de les rejeter dans le milieu naturel. La communauté d'agglomération du Pays de Fontainebleau (CAPF) assure pour le compte de la commune le service public d'assainissement non collectif (SPANC), qui a pour mission de vérifier la bonne exécution des travaux de réalisation et de réhabilitation, ainsi que le bon fonctionnement et l’entretien des installations. Cette prestation est déléguée à une entreprise privée , dont le contrat arrive à échéance le 31 décembre 2021,,.

#### Eau potable
En 2020, l'alimentation en eau potable est assurée par la communauté d'agglomération du Pays de Fontainebleau (CAPF) qui en a délégué la gestion à l'entreprise Veolia, dont le contrat expire le 31 décembre 2021,.
Les nappes de Beauce et du Champigny sont classées en zone de répartition des eaux (ZRE), signifiant un déséquilibre entre les besoins en eau et la ressource disponible. Le changement climatique est susceptible d’aggraver ce déséquilibre. Ainsi afin de renforcer la garantie d’une distribution d’une eau de qualité en permanence sur le territoire du département, le troisième Plan départemental de l’eau signé, le 3 octobre 2017, contient un plan d’actions afin d’assurer avec priorisation la sécurisation de l’alimentation en eau potable des Seine-et-Marnais. À cette fin a été préparé et publié en décembre 2020 un schéma départemental d’alimentation en eau potable de secours dans lequel huit secteurs prioritaires sont définis. La commune fait partie du secteur Bière.

## Population et société

### Démographie
L'évolution du nombre d'habitants est connue à travers les recensements de la population effectués dans la commune depuis 1793. Pour les communes de plus de 10 000 habitants les recensements ont lieu chaque année à la suite d'une enquête par sondage auprès d'un échantillon d'adresses représentant 8 % de leurs logements, contrairement aux autres communes qui ont un recensement réel tous les cinq ans,.

En 2022, la commune comptait 13 526 habitants, en évolution de −3,39 % par rapport à 2016 (Seine-et-Marne : +3,92 %, France hors Mayotte : +2,11 %).
| 1793  | 1800 | 1806 | 1821  | 1831  | 1836  | 1841  | 1846  | 1851  |
| ----- | ---- | ---- | ----- | ----- | ----- | ----- | ----- | ----- |
| 1 019 | 951  | 907  | 1 002 | 1 127 | 1 117 | 1 216 | 1 365 | 1 331 |

| 1856  | 1861  | 1866  | 1872  | 1876  | 1881  | 1886  | 1891  | 1896  |
| ----- | ----- | ----- | ----- | ----- | ----- | ----- | ----- | ----- |
| 1 197 | 1 351 | 1 523 | 1 656 | 1 926 | 2 141 | 2 475 | 2 547 | 2 680 |

| 1901  | 1906  | 1911  | 1921  | 1926  | 1931  | 1936  | 1946  | 1954  |
| ----- | ----- | ----- | ----- | ----- | ----- | ----- | ----- | ----- |
| 2 783 | 2 869 | 3 141 | 3 403 | 3 717 | 4 113 | 4 480 | 4 490 | 5 408 |

| 1962  | 1968   | 1975   | 1982   | 1990   | 1999   | 2006   | 2011   | 2016   |
| ----- | ------ | ------ | ------ | ------ | ------ | ------ | ------ | ------ |
| 7 475 | 13 552 | 15 377 | 14 778 | 13 873 | 14 030 | 14 261 | 14 084 | 14 001 |

| 2021   | 2022   | - | - | - | - | - | - | - |
| ------ | ------ | - | - | - | - | - | - | - |
| 13 660 | 13 526 | - | - | - | - | - | - | - |

### Manifestations culturelles et festivités
- Chaque dernier dimanche d'août[71], il est de coutume de fêter la Saint-Fiacre en hommage au patron des jardiniers. Un cortège décoré de fruits, de légumes et de fleurs défile habituellement dans les rues, jusqu'à la statue rue de la République.

## Économie
- Industrie du verre.

### Revenus de la population et fiscalité
En 2018, le nombre de ménages fiscaux de la commune était de 6 430 (dont 62 % imposés), représentant 13 360 personnes et la  médiane du revenu disponible par unité de consommation  de 22 980 euros.

### Emploi
En 2017 , le nombre total d’emplois dans la zone était de 3 906, occupant 5 738 actifs  résidants.
Le taux d'activité de la population (actifs ayant un emploi) âgée de 15 à 64 ans s'élevait à 65,7 % contre un taux de chômage de 9,7 %.
Les 24,5 % d’inactifs se répartissent de la façon suivante : 11,2 % d’étudiants et stagiaires non rémunérés, 6,5 % de retraités ou préretraités et 6,8 % pour les autres inactifs.

### Entreprises et commerces
En 2017, le nombre d'établissements actifs était de 313 dont 11 dans l’industrie, 38 dans la construction, 218 dans le commerce-transports-services divers et 46  étaient relatifs au secteur administratif.
Ces établissements ont pourvu 3 204 postes salariés.
En 2019,  178 entreprises ont été créées sur le territoire de la commune, dont 143 individuelles.
Au 1er janvier 2020, la commune disposait de 72 chambres d’hôtels dans un établissement et ne possédait aucun terrain de  camping.

## Culture locale et patrimoine

### Lieux et monuments
- L'église Saint-Pierre (XIe siècle),  Classée MH (1908)[76].

Elle constitue l'un des plus anciens édifices religieux de la région.
- Le prieuré des Basses-Loges,  Inscrit MH (1991)[77].
- Le couvent des Carmes d'Avon,  Inscrit MH (1926, 1994)[78].

C'est l'ancien hôpital du château de Fontainebleau fondé par Anne d'Autriche. Il devient, après la Révolution, un petit séminaire puis la maison des rédemptoristes[réf. souhaitée]. Depuis 1920, les carmes déchaux y vivent. Le bâtiment a été agrandi en 1934 pour accueillir un petit collège dirigé par le P. Jacques de Jésus. Ce nouveau bâtiment est devenu depuis les années 1970 un centre spirituel qui accueille chaque année des milliers de personnes.
- L'église Saint-Paul (1969)[79].
- La chapelle Notre-Dame des Fougères (1968)
- Le manoir de Bel-Ébat et son parc, domaine de sept hectares légués à la ville en 1980[80].
- Hôtel Le Savoy de l'architecte Édouard-Jean Niermans, 1906-1907, style art nouveau.

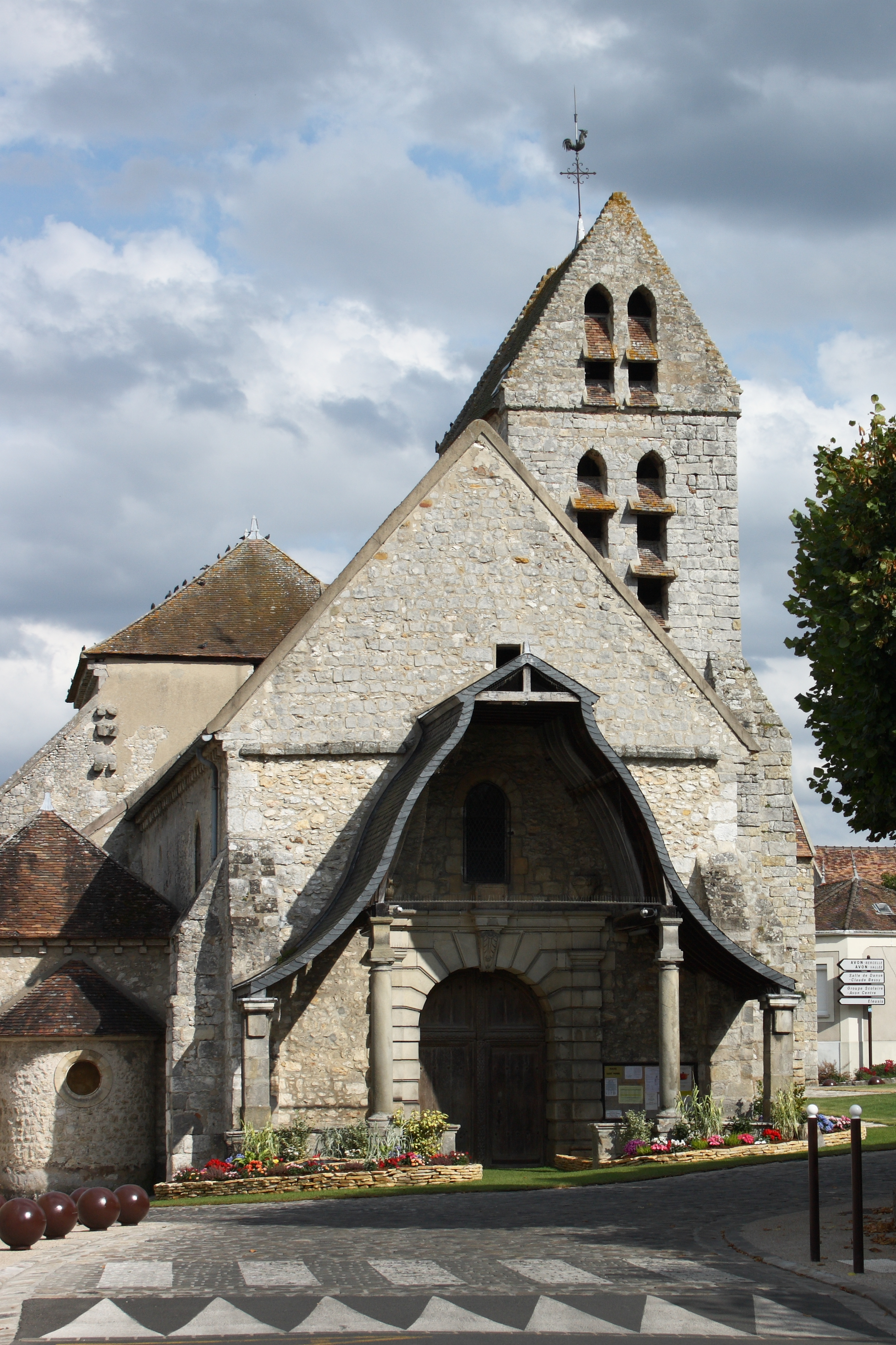
Portail et porche à auvent de l'église Saint-Pierre.
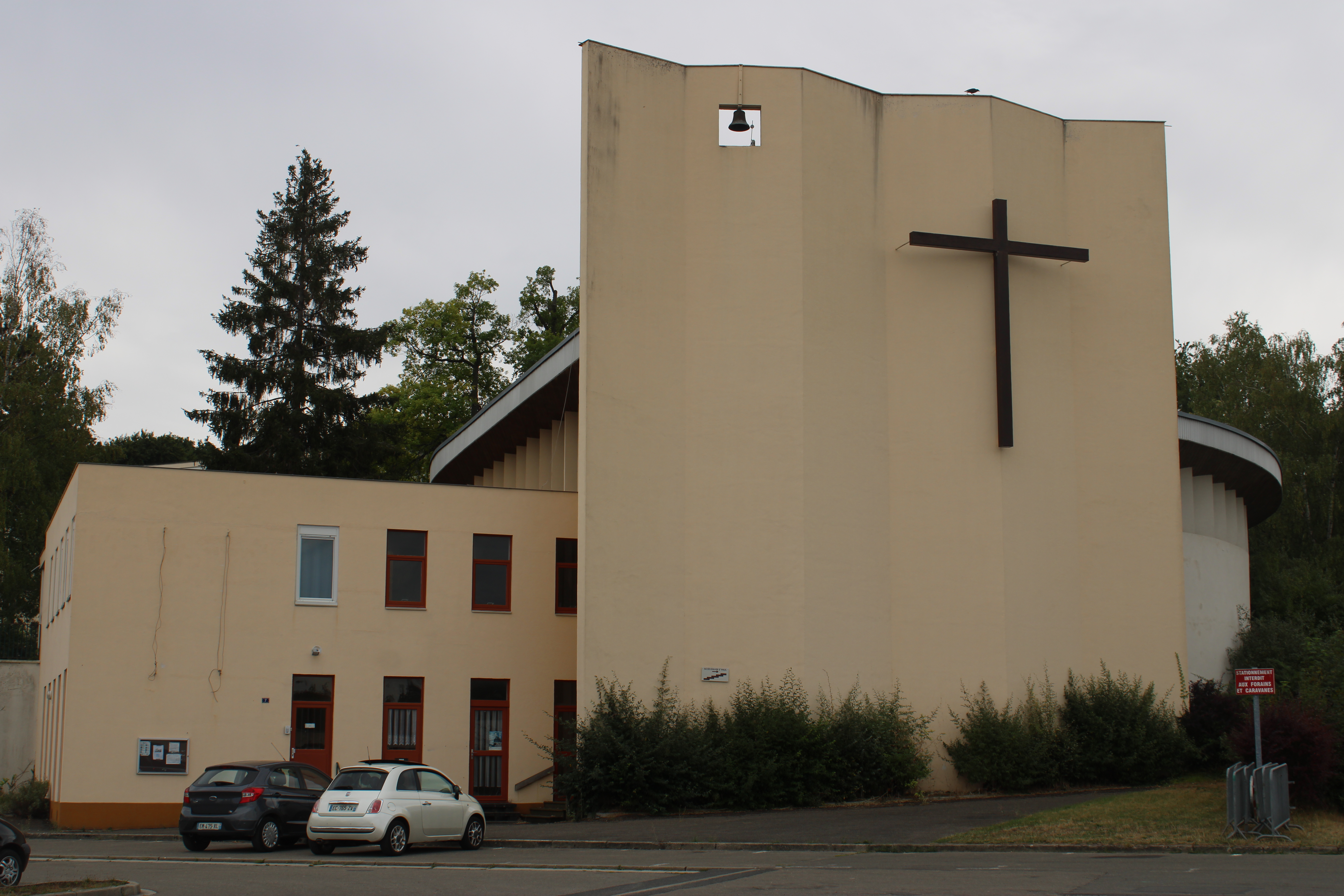
L'église Saint-Paul.
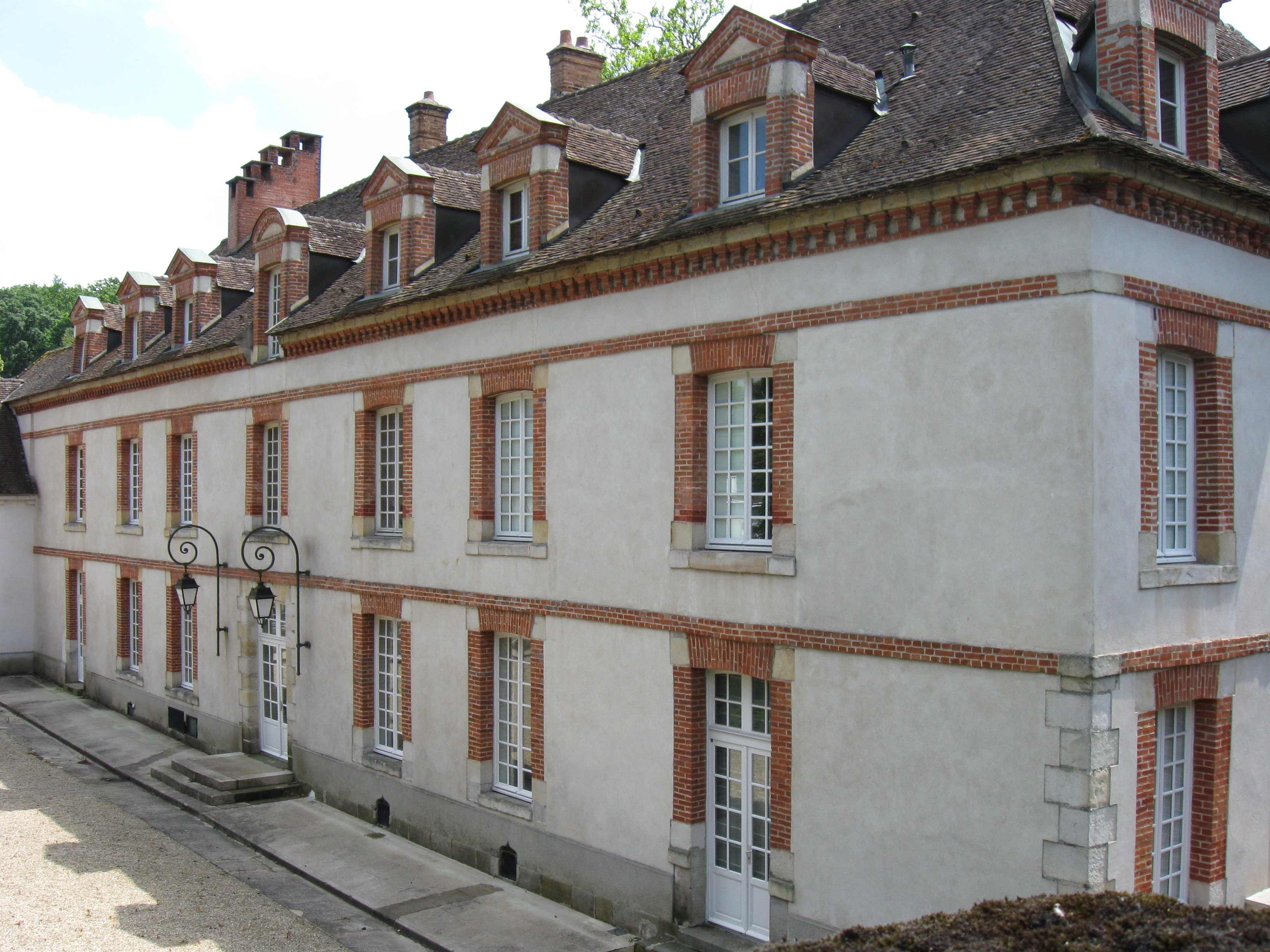
Le prieuré des Basses-Loges.
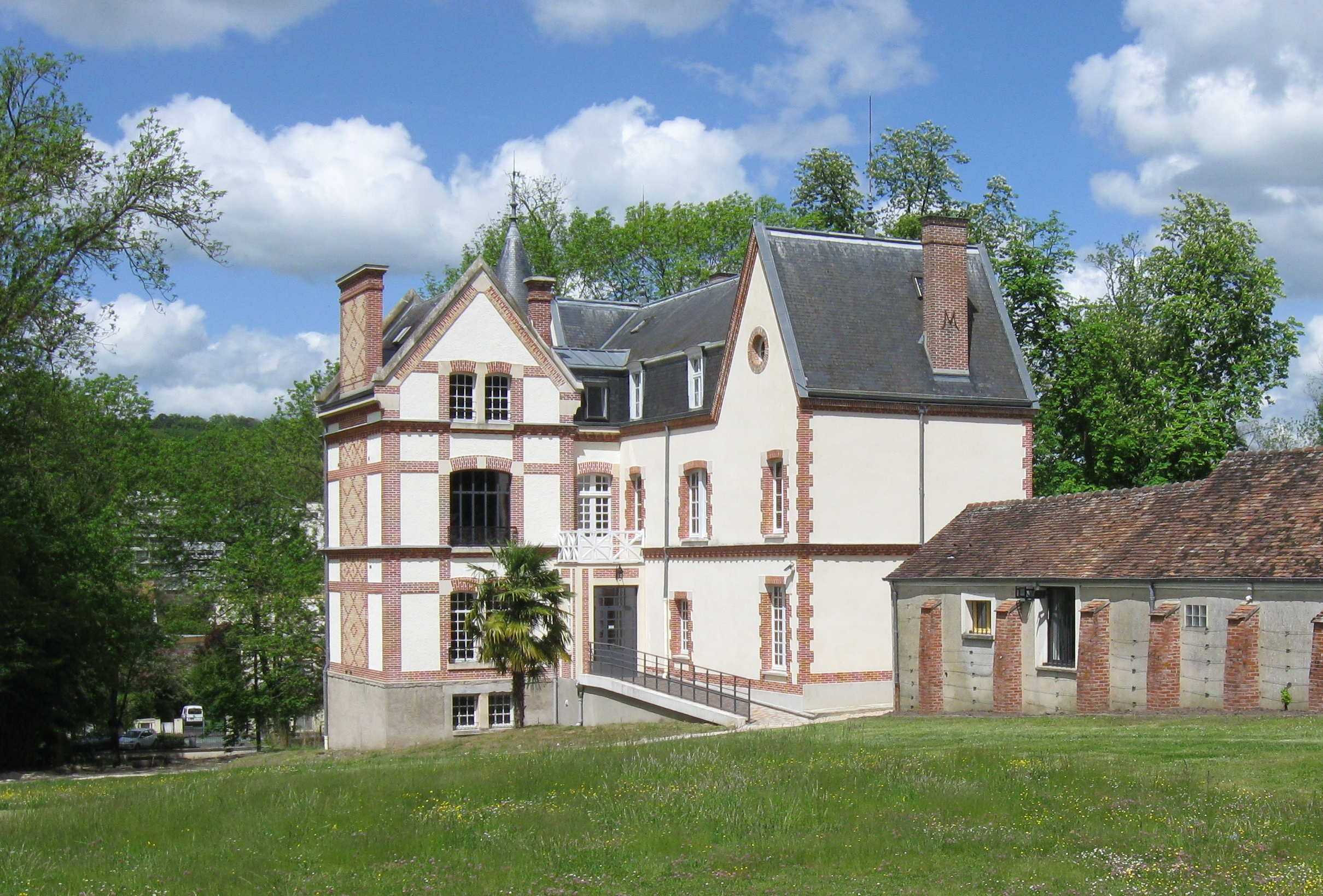
Le manoir de Bel-Ébat.

### Personnalités liées à la commune

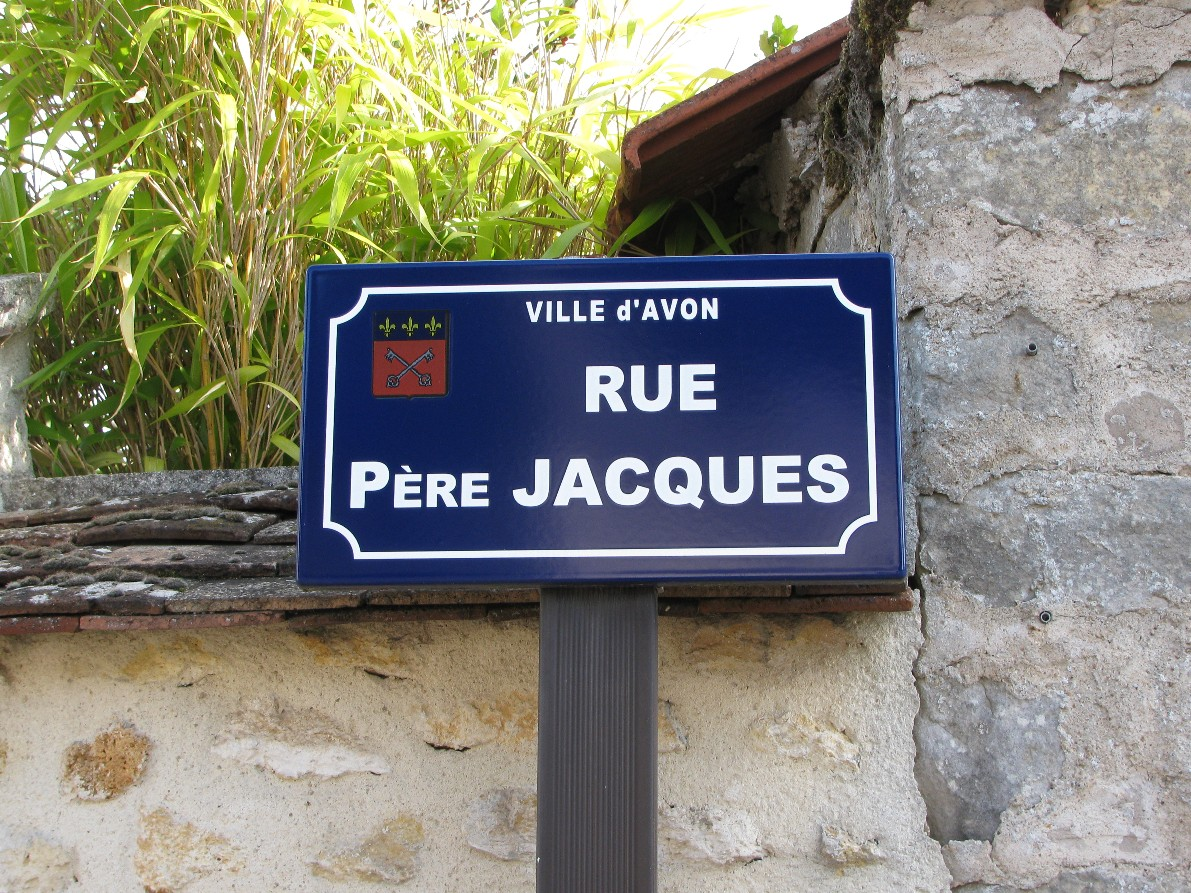
Rue Père-Jacques, localisée à Avon.

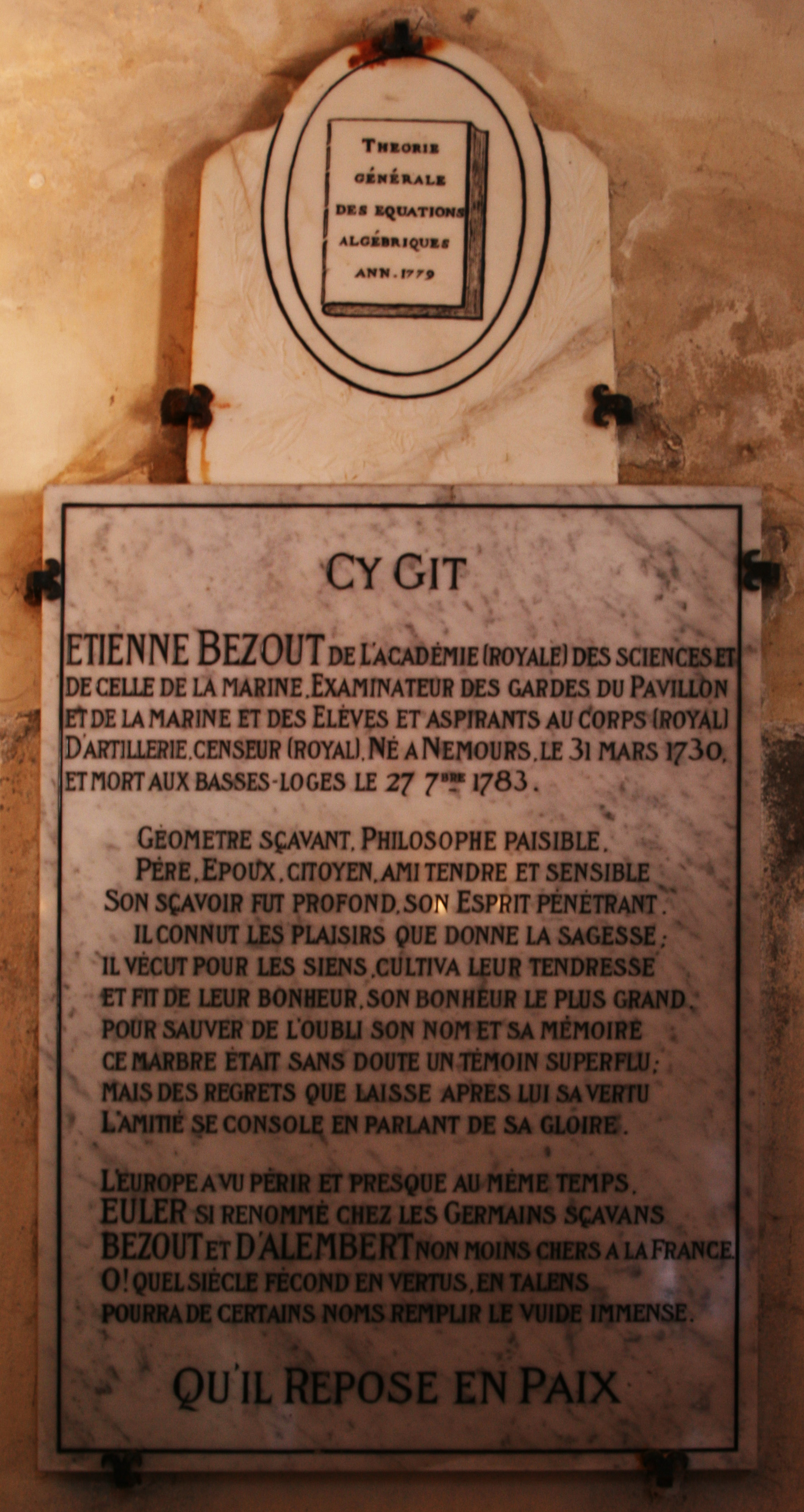
Pierre tombale d'Étienne Bézout dans l'église Saint-Pierre à Avon.

- Père Jacques, père Jacques de Jésus (Lucien Bunel), né en 1900 à Barentin, près de Rouen. Ordonné prêtre en 1925, devenu carme en 1931, il est  nommé directeur du Petit Collège d’Avon  en 1934. Pendant la Seconde Guerre mondiale, il entre en résistance et le Petit Collège sert à cacher des réfractaires et des enfants juifs. Il est arrêté en 1944, puis déporté pour aboutir finalement au camp de Mauthausen. Celui-ci est libéré le 5 mai 1945 mais épuisé, il meurt le 2 juin 1945. 
L’épisode de l’arrestation au Petit Collège est le sujet du film de Louis Malle Au revoir les enfants. 
La médaille des Justes lui est décernée par l’État d’Israël le 9 juin 1985[55]. Un procès informatif diocésain pour la canonisation du père Jacques de Jésus a été ouvert le 29 avril 1997.
- Rémy Dumoncel, né en 1888 à Romorantin. Éditeur, il devient maire d'Avon en 1935. 
Lors de la Seconde Guerre mondiale, il entre dans la résistance dans le réseau Vélite Thermopyles. Il est arrêté par la Gestapo à la gare de Fontainebleau - Avon le 4 mai 1944 et déporté à Neuengamme, où il meurt le 15 mars 1945. Il est honoré à Yad Vashem comme un Juste parmi les nations[81],[55].
- Paul Mathéry, secrétaire de maire, héros de la Résistance avonnaise. En accord avec le maire Rémy Dumoncel, il a établi de faux papiers pour cacher les enfants juifs du Petit Collège des Carmes, avec la complicité du Père Jacques. Arrêté sur dénonciation par la Gestapo le 15 janvier 1944, il est emprisonné et torturé à la prison de Fontainebleau avant d'être déporté à Melk, camp annexe de Mauthausen où il  meurt d’épuisement à 37 ans. Il est le troisième Juste parmi les nations d'Avon[55],[82]. L'école Carnot d'Avon a été renommée école Paul-Mathéry en 2015[83],[84].

Une rue des Justes rappelle depuis 2015 la mémoire de ces trois hommes,.
- Le Bienheureux P. Marie-Eugène de l'Enfant-Jésus (Henri Grialou) ancien novice au couvent des Carmes de 1922 à 1924 où il revint plusieurs fois.
- Alphonse XIII, roi d'Espagne a résidé à l'Hôtel Savoy à Avon lors de son exil en France.
- Katherine Mansfield écrivain d'origine néo-zélandaise, atteinte de tuberculose, est décédée en 1923 à l’institut Gurdjieff situé au prieuré d'Avon. Elle est enterrée dans le cimetière de la ville.
- René Dommange (1888-1977), avocat, éditeur de musique, compositeur, député conservateur sous la Troisième République, puis soutien du maréchal Pétain pendant la Seconde Guerre mondiale et  membre de la Milice française, mort le 27 mai 1977 à Avon, propriétaire du manoir de Bel-Ébat avec sa femme Lola, avocate et féministe, qu'ils ont légués à la ville[55].
- Georges Gurdjieff une figure célèbre de l'ésotérisme, s'installa de 1922 à 1933 au prieuré d'Avon pour y fonder l'institut pour le développement harmonique de l'homme. Il est enterré dans le cimetière de la ville.
- Lilian Thuram, joueur de football, champion du Monde en 1998 et d'Europe en 2000, a vécu au quartier des Fougères.
- Carlos Schwabe artiste-peintre symboliste, est décédé à Avon en 1926.
- Étienne Bézout, mathématicien, né à Nemours en 1730 et mort à Avon le 27 septembre 1783.
- Le marquis Gian Rinaldo Monaldeschi, écuyer et amant de Christine de Suède, assassiné sur son ordre le 10 novembre 1657 et enterré à Fontainebleau.
- Auguste Durand (1830-1909), organiste et éditeur de musique, propriétaire du manoir de Bel-Ébat, est enterré à Avon.
- Jacques Durand (1865-1928), éditeur de musique, propriétaire du manoir de Bel-Ébat, est décédé et enterré à Avon.
- Jules Massenet (1842-1912), compositeur français, y a possédé une maison où il a séjourné jusqu'en 1882[86].
- Bernard Palissy (vers 1510-1589 ou 1590), céramiste, écrivain et savant français, y entretenait une fabrique non loin du château de Fontainebleau[87].
- Antoine Cléricy, céramiste, y entretenait une fabrique dans le hameau du Montceau.

### Héraldique, devise et logotype

Logo d'Avon depuis 2008.

| Blason de Avon | Blason  | De gueules aux deux clefs d'argent passées en sautoir, au chef cousu d'azur chargé de trois fleurs de lys d'or. |
| Blason de Avon | Détails | Le statut officiel du blason reste à déterminer.                                                                |